# Катерина Брауншвейг-Вольфенбюттельська (1518—1574)
Катерина Брауншвейг-Вольфенбюттельська (нім. Katharina von Braunschweig-Wolfenbüttel, 1518 — 16 травня 1574) — брауншвейзька принцеса з роду Вельфів, донька герцога Брауншвейг-Люнебургу князя Брауншвейг-Вольфенбюттелю Генріха II та вюртемберзької графині Марії, дружина єдиного маркграфа Бранденбург-Кюстрину Йоганна.

## Біографія
Народилась 1518 року у Вольфенбюттелі. Була третьою дитиною та другою донькою в родині герцога Брауншвейг-Люнебургу князя Брауншвейг-Вольфенбюттелю Генріха II та його дружини Марії Вюртемберзької. Мала старшу сестру Маргариту. Брат Андреас помер немовлям до її народження. Згодом сімейство поповнилося вісьмома молодшими дітьми, з яких п'ятеро досягли дорослого віку.
У 19 років Катерина стала дружиною 24-річного маркграфа Бранденбург-Кюстрину Йоганна. Наречений був молодшим сином курфюрста Бранденбургу Йоахіма I Нестора, який отримав після смерті батька у володіння т.з. Нову Марку, загальна площа якої становила 12 500 км². Весілля пройшло 31 грудня 1537 у Вольфенбюттелі. У подружжя народилося двоє доньок.
Резиденцією сімейства став Кюстрин, який Йоганн постійно укріплював, перетворюючи на фортецю. Чоловік Катерини відзначався глибокою релігійністю, енергійністю, діловою та політичною хваткою. Маркграфство за його правління процвітало. Сама маркграфиня зіграла ключову роль у популяризації Реформації на даних землях.
Була відома як економна та хазяйновита жінка, яка всіляко підтримувала свого чоловіка. У Кюстрині їй належало кілька господарських будівель та город. У передмісті тримала «дику ферму», а також володіла кількома маєтками у Шаумбурзі, Древиці та Нойдаммі. Останній був подарунком чоловіка й улюбленою резиденцією маркграфині. Там вона дозволила селитися голландським біженцям, які відродили торгівлю тканиною. Поблизу були зведені школа та церква, а у 1562 році Нойдамм отримав статус міста. Заснувала численні хутори та молочні ферми, якими керувала сама та реалізовувала їхню продукцію.
За свою благодійну діяльність та простоту отримала  у народі прізвисько «мати Кете». Відкрила першу аптеку у Дроссені, ще одну — у Кюстрині, бідні та нужденні могли отримувати ліки безкоштовно. 

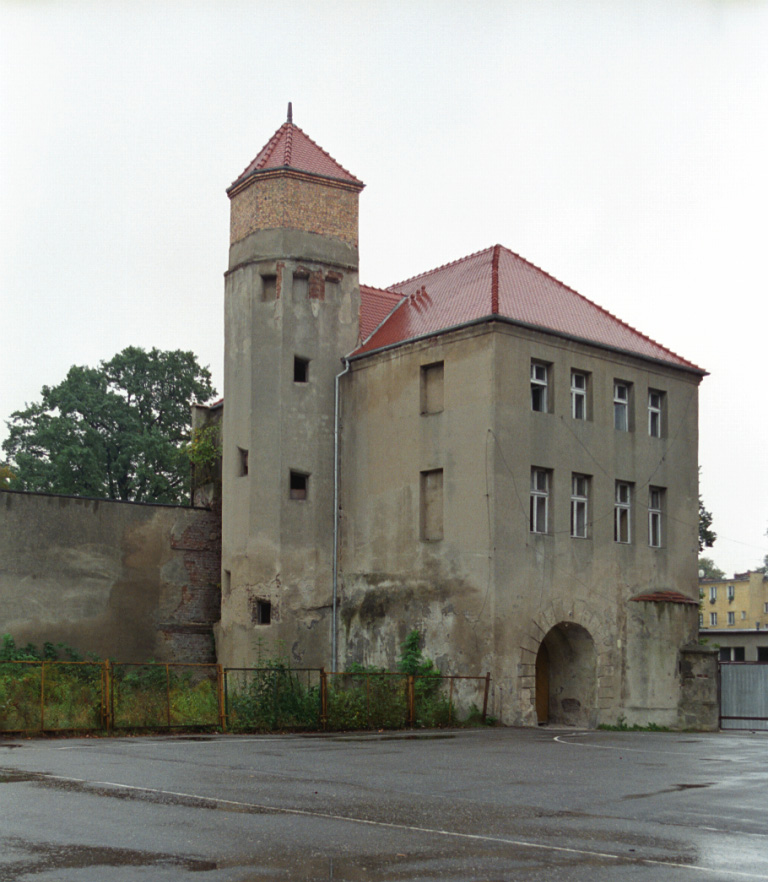
Замок у Кроссені

Йоганн помер у січні 1571 року Землі маркграфства відійшли Бранденбургу, яким керував його внучатий небіж Йоган Георг. Катерина пережила чоловіка на три роки. Мешкала у замку Кроссену, що слугував її удовиною резиденцією. Перебудувала його в стилі палаців Нижньої Саксонії.
Пішла з життя 16 травня 1574 року в Кроссені. Була похована поруч із чоловіком у маркграфському склепі під алтарем церкви Святої Марії в Кюстрині. Катерина, молодша донька, замовила відомому скульптору Корнелісу Флорісу алебастровий пам'ятник, який було встановлено над склепом. Втім, 1758 року він був повністю зруйнований під час пожежі в церкві, який виник через артилерійський обстріл. Поховання подружжя було втрачене.
У 1880 році кронпринц Пруссії Фрідріх Вільгельм ініціював пошуки маркграфського склепу. Після успішного їх завершення гробницю відреставрували та знову замуровали. Кронпринц у супроводі герцога Едібурзького відвідав склеп особисто 26 червня 1883 року. У березні 1945 року церква була знищена вдруге. У листопаді 1999 році щецинським археологам вдалося знову віднайти могилу маркграфині.

## Вшанування

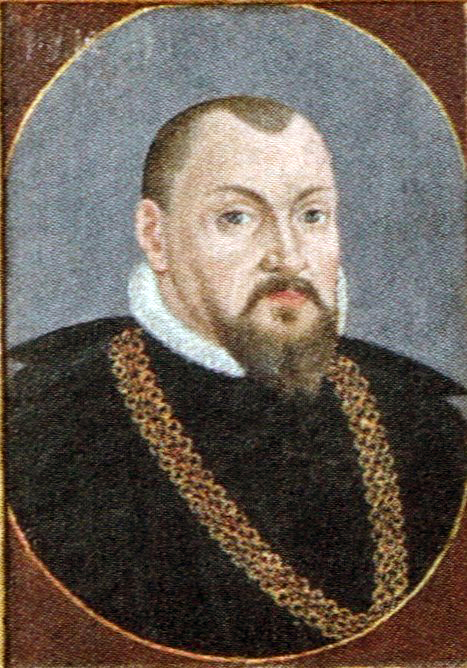
Портрет Йоганна пензля невідомого майстра, близько 1600

У 1885 році на честь Катерини була названа вулиця нім. Katharinenstraße у берлінському районі Галензеє.

## Родина
Чоловік — Йоганн
Діти:
- Єлизавета (1540—1578) — дружина маркграфа Бранденбург-Ансбаху та Бранденбург-Кульмбаху Георга Фрідріха, дітей не мала;
- Катерина (1549—1602) — дружина курфюрста Бранденбургу Йоахіма Фрідріха, мала дев'ятеро дітей.